# Гагијево седло
Гагијево седло је етно комплекс који се налази у Моровићу, поред реке Студве.
Етно кућа је угоститељског типа са смештајем, у којем се нуде специјалитети националне кухиње. У дворишту се налази ђерам са етно поставком, где се може видети разбој за ткање, плугови, колевке и остали предмети које су користиле у прошлости.
Поред паунова, украсне живине и зечева, атракција имања су пони коњи Амор, Сара, Џипси, Ђојс, као и расна липицанерка Ласта. 